# غیرقابل تشخیص = غیرقابل انتقال
غیرقابل تشخیص = غیرقابل انتقال (Undetectable = Untransmittable، U=U) پیامی است که در کمپین‌های ایدز استفاده می‌شود. این بدان معناست که اگر کسی بار ویروسی غیرقابل تشخیص داشته باشد، نمی‌تواند ایدز را از طریق رابطه جنسی به دیگران منتقل کند. U=U توسط گروه‌ها و سازمان‌های بهداشتی متعددی در سراسر جهان، از جمله سازمان بهداشت جهانی (WHO) پشتیبانی می‌شود. اعتبار U=U از طریق آزمایش‌های بالینی بسیاری که شامل هزاران زوج است، ثابت شده است. U=U همچنین به عنوان یک استراتژی پیشگیری از ایدز استفاده می‌شود: اگر کسی غیرقابل تشخیص باشد، نمی‌تواند آن را بیشتر منتقل کند و از این رو، از شیوع ویروس جلوگیری می‌کند. این به عنوان درمان به عنوان پیشگیری (TasP) شناخته می‌شود.